# Sipyloidea hariola
Sipyloidea hariola är en insektsart som beskrevs av Günther 1935. Sipyloidea hariola ingår i släktet Sipyloidea och familjen Diapheromeridae. Inga underarter finns listade i Catalogue of Life.